# Albertina Carri
Albertina Carri (Buenos Aires, 7 de abril de 1973) es una cineasta y escritora argentina que formó parte de la corriente del Nuevo Cine Argentino. Sus obras cinematográficas se han exhibido en los festivales de Cannes, Berlín, Toronto, Buenos Aires, Locarno, San Sebastián y Róterdam, entre otros.
Ha explorado tanto el policial negro como el documental –en su límite con la ficción–, la pornografía o el drama familiar, utilizando técnicas que van del scratching a la ficción, pasando por el found footage, la animación, el documental de observación y la erótica.
Fue la directora artística de Asterisco, Festival Internacional de Cine LGBTIQ de Argentina, durante sus tres primeras ediciones. A lo largo de su carrera realizó varios cortometrajes, telefilms, series de TV, videoinstalaciones y siete largometrajes: No quiero volver a casa, Los rubios, Géminis, La rabia, Cuatreros, Las hijas del fuego y ¡Caigan las rosas blancas!. Además ha escrito el libro Los rubios: cartografía de una película, el poemario Retratos ciegos (con Juliana Laffitte), la novela Lo que aprendí de las bestias y el ensayo epistolar Las posesas (junto a Esther Díaz).

## Biografía
Albertina Carri es hija de Ana María Caruso, profesora en Letras de la Facultad de Filosofía y Letras de la Universidad de Buenos Aires, y Roberto Carri, sociólogo y ensayista argentino y fundador de las "Cátedras nacionales", quienes militaban en la organización Montoneros. El 24 de febrero de 1977, cuando Albertina tenía 3 años de edad, en Villa Tesei, Morón, sus padres fueron secuestrados por la última dictadura cívico-militar argentina (1976-1983) y posteriormente desaparecidos por el terrorismo de Estado. 
Después del secuestro, y durante todo ese año, Albertina y sus dos hermanas mayores intercambiaron correspondencia con sus padres en cautiverio, hasta que perdieron el contacto. En el verano de 1978-1979, las tres se mudaron al campo de sus tíos, en Veinticinco de Mayo, Provincia de Buenos Aires. Años más tarde, fue trasladada a la tutela de otros familiares en la Ciudad de Buenos Aires. A los 16 años, se asentó bajo el cuidado de Alcira Argumedo, quien fuera compañera de militancia de sus padres, miembro de las Cátedras Nacionales, destacada socióloga y figura política del nacionalismo popular argentino. Según la propia Carri, fue ella quien la impulsó a comenzar la carrera de Guion en la Fundación Universidad del Cine (FUC) en 1991.
En agosto de 2005, Albertina Carri conoció a la periodista y activista Marta Dillon, con quien se casó y ―con la ayuda de su amigo en común, el diseñador gráfico Alejandro Ros― tuvo un hijo, Furio Carri Dillon Ros.Fue el primer inscripto en Argentina con triple filiación de su padre Alejandro Ros y dos madres, Albertina Carri y Marta Dillon. El matrimonio con Marta Dillon duró hasta 2015.
En 2018 declaró en el juicio por delitos de lesa humanidad cometidos en el centro clandestino de detención tortura y exterminio conocido como “Sheraton”, donde habían estado detenidos sus padres. Los imputados fueron condenados en 2019.

## Trayectoria profesional

#### Años 90 a 2010
A los 17 años, comenzó a estudiar Guion. Se desempeñó varios años como asistente de cámara de diversos directores, incluyendo a María Luisa Bemberg, Lita Stantic y Martín Rejtman. En 1998 comenzó a trabajar en su ópera prima, llamada No quiero volver a casa que se estrenó en el 2000 y fue seleccionada para ser exhibida en los festivales de Rótterdam, Londres y Viena, entre otros.
Su incursión en las técnicas de animación dio como resultado los cortometrajes Aurora (2001) y Barbie también puede eStar triste (2001). Esta última ficción, pornográfica, fue distinguida como mejor película extranjera en el New York Mix Festival.
También en 2001 fue invitada a formar parte de la selección de cortos que compondría Historias de Argentina en vivo, un proyecto que convocaba a distintos realizadores a reflejar libremente una serie de recitales organizados por la Secretaría de Cultura de Argentina.
Su segundo largometraje, Los rubios (2003) la destacó entre los mejores directores de su generación. Fue estrenado comercialmente en  Estados Unidos y España luego de recorrer los festivales de Locarno, Toronto, Gijón, Rótterdam y Goteborg, y recibió los premios Del Público y Mejor Película Argentina (BAFICI), Mejor Nuevo Director (Las Palmas – Canarias) y Mejor Película (L’alternative – Barcelona). También recibió tres premios Clarín: Mejor Actriz, Mejor Documental y Mejor Música. El filme trata sobre las memorias de la directora respecto de sus padres y se vale de fragmentos, fantasías, recuerdos, fotos y hasta muñecos Playmobil en un relato que enfoca al pasado y se proyecta en el presente. Un equipo de filmación que por momentos aparece en cámara y una actriz completan la construcción del universo fracturado en que la protagonista descubre una y otra vez lo imposible de la memoria.
Fama (2003), su cortometraje protagonizado por la actriz Dolores Fonzi, formó parte de la serie Mujeres en rojo, estrenada en la televisión argentina por el canal Telefe.
Géminis (2005), su tercer largometraje, fue presentado en la Quincena de Realizadores del Festival de Cannes y fue estrenado comercialmente a nivel nacional e internacional.Este drama centra su argumento en los conflictos de una familia burguesa de Buenos Aires, que se evidencian a partir del casamiento del hijo mayor y en la relación sexoafectiva entre dos hermanos, abordando directamente el tabú del incesto. Diego Lerer, del diario Clarín, concluyó que Carri “se aleja del estereotipo realista para ejercitar en el drama estilizado, metiéndose en la intensidad de las pulsiones, pero siempre desde una distancia, si se quiere, académica”. Ese mismo año dirigió “0800 no llames”, un episodio de la miniserie Numeral 15, emitida por el canal Telefe.
En 2007, en el marco del ciclo “200 años” de la Televisión Pública Argentina (en ese momento, Canal 7), Carri fue convocada por la actriz Cristina Banegas para codirigir el telefilm Urgente, un drama que trata el abuso sexual infantil, la violencia de género y el aborto.También formó parte de la serie documental Fronteras argentinas, producida por el Instituto Nacional de Cine y Artes Audiovisuales y el canal Encuentro, con el episodio “Tracción a Sangre”. Ese mismo año presentó el libro Los rubios: cartografía de una película en el marco del Festival Internacional de Cine de Buenos Aires, donde se relata el proceso de preproducción, rodaje, postproducción y lanzamiento de la película homónima, incluyendo una versión del guion con anotaciones de la directora, escenas retiradas, entrevistas a testigos, y material de archivo que formó parte del acervo documental sobre el que el film se construyó, incluyendo la correspondencia ―escrita en cautiverio― enviada por Ana María Caruso y Roberto Carri a su familia. El libro fue reeditado en 2023, en el 20° aniversario del estreno de la película.
Su largometraje La rabia (2008), un drama que transcurre en un paraje de la provincia de Buenos Aires y aborda temas como la sexualidad, la violencia, las dinámicas sociales y la relación con la naturaleza en el campo, ha sido galardonado con dos premios FIPRESCI  en La Habana y Transilvania; con la distinción a Mejor Director en el Festival de La Habana y las distinciones a Mejor Director y Mejor Actriz en el Festival de Monterrey.
En 2009 ganó el premio a la trayectoria Luna de Valencia, del festival Cinema Jove, realizado en la ciudad homónima.

#### 2010 a 2020

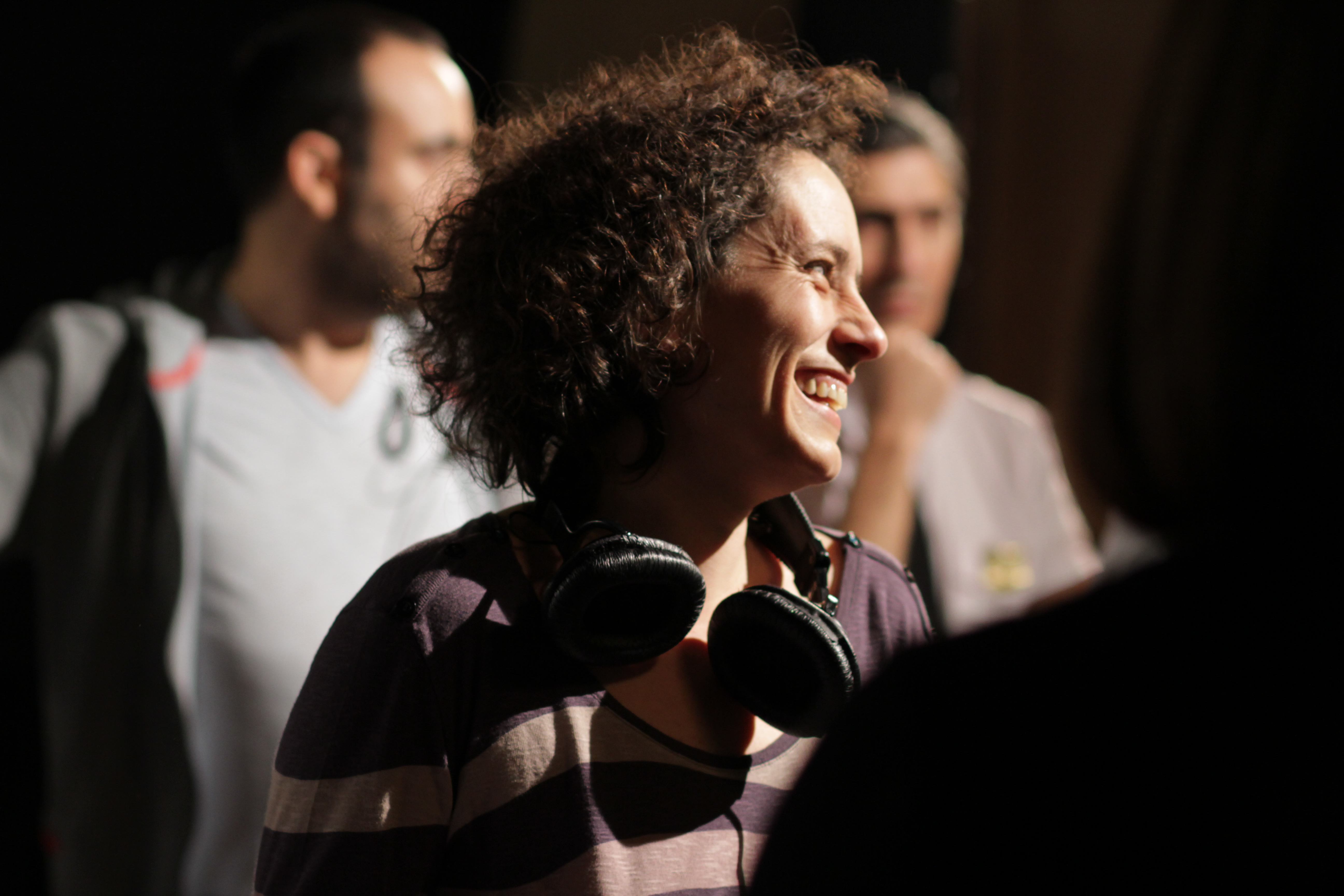
Albertina Carri durante el rodaje de la serie 23 pares (2012)

En 2010, junto con Marta Dillon, fundó la productora Torta, con la que produjeron una serie de cuatro documentales llamada La Bella Tarea, acerca de los derechos de las mujeres en el parto, sobre las distintas maneras de parir y sobre la apropiación de la corporación médica de este proceso fisiológico. La serie fue transmitida a partir del 28 de septiembre de 2012 por Canal 9.
También en 2010, en el marco de un proyecto impulsado por la Secretaría de Cultura de Argentina, que bajo el nombre 25 miradas, 200 minutos convocó a 25 directores para producir 25 cortometrajes de 8 minutos cada uno, como parte de las actividades de conmemoración del bicentenario de la Nación Argentina, dirigió el cortometraje Restos. Este, otro ensayo entre la ficción y el documental, explora las memorias, los imaginarios y el cine militante, censurado y destruido por la última dictadura cívico-militar de su país.
Durante el año 2011, Carri realizó Partes de lengua, una video-instalación para el Museo del Libro y de la Lengua; es una obra que reflexiona sobre la lengua materna como lengua de la conquista y la problemática que enfrenta el territorio argentino frente a las lenguas originarias, la tradición oral y la tradición escrita conviviendo en tensión.
En 2012, Torta realizó el programa Visibles, cuya televisación en Tierra del Fuego fue auspiciada por el gobierno de esa provincia. Tiene unas seis horas de duración realizadas en alta definición, con diversidad de invitados e invitadas ―Mauro Cabral, Fito Páez, Liniers, Mariela Muñoz, Fabi Tron, y otros― y cortos de animación para cada capítulo, además de un glosario también animado e informes periodísticos. En la conducción estuvieron Diego Trerotola y Lisa Kerner, y en la producción, Carri, Marlene Wayar, Ariel Di Paola y otros.
El mismo año Carri dirigió la exitosa miniserie 23 pares, de 13 capítulos (emitida entre septiembre y diciembre de 2012), que aborda temas como la familia, la filiación y la identidad en la historia argentina reciente a través de una trama policial, protagonizada por Érica Rivas y María Onetto.
Entre los años 2014 y 2016 fue la directora artística de Asterisco, festival internacional de cine LGBTIQ, que se realiza durante una semana en la Ciudad de Buenos Aires.
Durante el año 2015, Carri montó la muestra Operación fracaso y el sonido recobrado, en el Parque de la Memoria de Buenos Aires.Constó de cinco videoinstalaciones en diferentes formatos: sonoros, escultóricos y proyectados, que formaban un corpus reflexivo e intimista sobre la memoria y sus múltiples formas de ser invocada. La obra consistía en una experiencia audiovisual referida a la memoria, y que apuntaba a convertir las memorias de las experiencias traumáticas, sufridas por las víctimas del terrorismo de Estado, en una experiencia sensible.
En 2017 se estrenó Cuatreros, su quinto film. Definido como una película ensayo, es un documental con elementos ficcionales, elaborado a partir de la técnica found footage (archivos fílmicos encontrados), que se inspira en el estudio sociológico sobre cuatrerismo escrito por su padre, Roberto Carri, titulado Isidro Velázquez. Formas prerrevolucionarias de la violencia (1968) y en la película perdida Los Velázquez que filmaron Pablo Szir -director de cine detenido desaparecido en 1976- y Lita Stantic entre 1971 y 1972. Presentada en el Forum de Cine Joven de la Berlinale, la película recibió posteriormente el Premio Sur de la Academia de las Artes y Ciencias Cinematográficas de la Argentina y el Premio Cóndor de Plata de la Asociación de Cronistas Cinematográficos de la Argentina, ambos como mejor documental.

Ese año también presentó la videoinstalación Animales puros -sobre cine y pornografía- en la Bienal de Performance BP.17 de Buenos Aires. Al año siguiente, estrenó su largometraje Las hijas del fuego (2018), una road-movie porno feminista cuyas protagonistas inician un viaje desde “el fin del mundo” ―Ushuaia, Tierra del Fuego―, atravesando vínculos eróticos y románticos entre sí y con una serie de personajes que se suman a su travesía, ramificando la trama. Fue galardonada como Mejor Película de la Competencia Argentina en la vigésima edición del BAFICI.La crítica se posicionó de diversas maneras frente al lanzamiento del film. Luciana Calcagno y Griselda Soriano resumen los vaivenes de esta recepción:
es una película abiertamente política, y hasta podríamos decir militante, que abraza de lleno el que acaso sea el género más despreciado de la historia del cine: la pornografía. Tal vez allí hayan empezado las dificultades: la película se asume como porno sin reparos ni vergüenza y juega con el género y lo reformula pero no reniega de él; de ahí que tanto los elogios que intentan separarla del género como los ataques que insisten con que ‘eso no es cine’ se empantanen de la misma manera.

#### 2020 al presente
En el aislamiento social preventivo y obligatorio decretado en la Argentina durante la pandemia de COVID-19, fue invitada a dirigir un cortometraje para la serie Bitácoras, una producción a cargo de la plataforma Cont.ar. En ese marco, durante el 2021 se estrenó 2020: La delgada capa de la tierra, un ensayo documental que indaga imágenes y sonidos de un terreno pampeano posthumano. 
En el 2021 publicó en primer lugar Retratos Ciegos, en editorial Mansalva. El libro, escrito también durante el aislamiento por la pandemia de COVID-19, consiste en diálogos entre poemas de Carri y dibujos de Juliana Laffitte, una de los miembros del grupo artístico Mondongo, con quien tiene una relación de amistad. Ese mismo año, publicó su primera novela, Lo que aprendí de las bestias, que fue luego editado en Chile en 2023 y en Colombia en 2024
En 2022 realizó la muestra Cine Puro en Berlín. Dicha muestra fue organizada por el Servicio de Intercambio Académico Alemán (DAAD), en cuya galería se realizó, y contó con la colaboración del Ministerio de Relaciones Exteriores de la República Argentina, la Embajada de la República Argentina en Alemania y el Goethe Institut. Para el folleto de la exposición aportaron textos los críticos Jens Andermann y Roger Koza. Al respecto, la directora de la DAAD, Silvia Fehrmann escribió “Carri pone en escena la materialidad del cine, transformando 7000 metros de celuloide, proyectores descartados en aras de un supuesto progreso, cortometrajes, trabajos sonoros y documentos autobiográficos en un dispositivo narrativo experimental”.
El mismo año publicó Las posesas, un libro de ensayos epistolares en coautoría con la filósofa Esther Díaz.
En el 2023, Carri estrenó Palabras ajenas, un mediometraje realizado entre 2021 y 2022, que homenajea la obra homónima del artista argentino León Ferrari ―un collage literario realizado entre 1965 y 1967 en el contexto de la guerra de Vietnam― con un montaje de archivos audiovisuales producidos en la pandemia del COVID-19.
Ese mismo año se estrenó el cortometraje Luis Camnitzer: Arte, estado y no he estado (2023) como parte de la serie 270, producida por el Instituto de Estudios en Arte Latinoamericano (Institute for Studies on Latin American Art - ISLAA) de Nueva York. En este cortometraje, la directora sigue al artista uruguayo Luis Camnitzer por su casa mientras él contempla la relación entre el arte, la educación y el futuro.
En 2024 recibió el Premio DAC a la Trayectoria Audiovisual, otorgado por Directores Argentinos Cinematográficos.
En 2025 estrenó ¡Caigan las rosas blancas!, largometraje, en el Festival Internacional de Cine de Rotterdam en la Sección Big screen competition. La película dará inicio al Festival Internacional de Cine de Valdivia 2025.

## Filmografía

### Largometrajes
| Año  | Título                     | Créditos                             |
| ---- | -------------------------- | ------------------------------------ |
| 2000 | No quiero volver a casa    | Dirección, guion, producción, cámara |
| 2003 | Los rubios                 | Dirección, guion, producción, cámara |
| 2005 | Géminis                    | Dirección, guion                     |
| 2008 | La rabia                   | Dirección, guion, producción         |
| 2017 | Cuatreros                  | Dirección, guion, producción         |
| 2018 | Las hijas del fuego        | Dirección, guion                     |
| 2025 | ¡Caigan las rosas blancas! | Dirección, guion                     |

### Cortos y mediometrajes
| Año  | Título                                      | Créditos                     |
| ---- | ------------------------------------------- | ---------------------------- |
| 2001 | Aurora                                      | Dirección, montaje           |
| 2001 | Barbie también puede eStar triste           | Dirección, guion, producción |
| 2001 | Historias de Argentina en vivo              | Dirección, guion             |
| 2004 | De vuelta                                   | Dirección                    |
| 2010 | Restos                                      | Dirección, guion, producción |
| 2021 | 2020: La delgada capa de la tierra          | Dirección                    |
| 2023 | Palabras ajenas                             | Dirección, guion             |
| 2023 | Luis Camnitzer: Arte, estado y no he estado | Dirección                    |

### Series televisivas y telefilms
| Año  | Título                                    | Créditos                             |
| ---- | ----------------------------------------- | ------------------------------------ |
| 2003 | Fama (episodio de Mujeres en rojo)        | Dirección, guion, producción         |
| 2005 | 0800 no llames (episodio de Numeral 15)   | Dirección                            |
| 2007 | Urgente (telefilm)                        | Dirección, guion                     |
| 2007 | Tracción a sangre (episodio de Fronteras) | Dirección                            |
| 2011 | Visibles (ciclo televisivo)               | Dirección, guion, producción         |
| 2012 | 23 pares (serie)                          | Idea original, dirección, producción |
| 2014 | La bella tarea (serie documental)         | Dirección, guion                     |

## Escritos publicados

### Libros
- 2007: Los Rubios: cartografía de una película. Reeditado en 2024[78][79][80].
- 2021: Retratos Ciegos. (Poesía) En coautoría con Juliana Laffitte[81][82].
- 2021: Lo que aprendí de las bestias. (Novela) [83][84].
- 2022: Las posesas. (Ensayo) En coautoría con Esther Díaz[85][86].

### Artículos
- 2013: “Cuestión de imagen”, en Revue Cinémas d’Amérique latine, anuario de la Asociación Rencontres Cinémas D’amérique Latine de Toulouse (ARCALT), número 21: Cinéma et politique.[87]
- 2015: "Investigación del cuatrerismo", en Roberto Carri: Obras completas.[88]
- 2016: “El sonido recobrado”, en Bernhard Chappuzeau y Chistian von Tschilschke (eds): Cine argentino contemporáneo: visiones y discursos.[89]
- 2019: “¡Finland Albertina!”, en Senses of Cinema #98. [90]
- 2023: “¡Abundancia de zombies y precarización de las imágenes!” en Fundido a negro. Cine y censura a 40 años del retorno de la democracia. [91]
- 2024: “Cámara Ernemann”, en 50x50. 50 objetos/50 miradas[92].

## Reconocimientos e influencia
La obra cinematográfica de Carri ha sido estudiada en áreas académicas y artísticas de distintos países, considerando tanto sus experimentaciones narrativas como estéticas, así como el contenido disruptivo de sus figuras temáticas.